# Örebro SK Bandy
Örebro SK Bandy, ÖSK Bandy, är bandysektionen inom ÖSK-alliansen och en av Sveriges mest anrika klubbar inom bandy.
Örebro SK grundades 1908 har spelat 64 säsonger i Sveriges högsta division i bandy, varit i tio SM-finaler och vunnit fem av dessa, första gången 1955 och senast 1967. Klubben hade sin storhetstid under 1950- och 60-talen, då många spelare i Sveriges landslag kom från klubben. Klubben spelade i Sveriges dåvarande högsta division, Allsvenskan, säsongen 2006/2007, men åkte ur efter misslyckat kvalspel. Efter framgångsrikt spel i den nya Allsvenskan säsongen 2007/2008 och kvalspel kvalificerade sig laget för spel i Elitserien säsongen 2008/2009. Den 18 oktober 2008, under firandet av Örebro SK:s 100-årsjubileum, fick klubbens bandysektion en donation på 100 000 SEK .
Redan 1909 vann man dock sitt första distriktsmästerskap, som då gällde Närke/Västmanland, genom att ge Västerås SK stryk med 6-0 i finalmatchen. 1910 anlades genom klubbens försorg en isbana på gården vid "Teknis". 1911 blev klubben återigen distriktsmästare, och återigen finalslog man Västerås SK, denna gång med 3-1.
Första SM-guldet togs 1955 då Edsbyns IF besegrades i finalen med 7-1. Klubbens publikrekord på hemmaplan i seriespel sattes mot Västerås SK den 25 januari 1959 då 12 736 åskådare kom till Eyravallen. Västerås SK sågs länge som ärkerivalen, och lagen möttes ofta i så kallade annandagsmatcher. Den enda SM-final de hittills mötts i är då Västerås SK vann med 4-1 i 1973 års SM-final.
Örebro SK föll ur Sveriges högsta division i bandy säsongen 1989/1990 efter att ha spelat där nonstop sedan premiäråret 1931. Med undantag för två ettåriga sejourer i Sveriges högsta division (1994/1995 och 2006/2007) spelade klubben i Sveriges näst högsta division innan man tog sig till Elitserien jubileumsåret 2008. Den 12 november 2008 spelades klubbens 100-årsjubileumsmatch där Gripen Trollhättan BK besegrades med 5-3 på hemmaplan. Klubben slutade dock sist i Elitserien säsongen 2008/2009 och föll ur serien.
ÖSK vann alla matcher utom en i Allsvenskan i bandy 2020/21 och flyttades därmed upp till Elitserien.

## Kända spelare
- Olle Sääw
- Orvar Bergmark
- Lars Buskqvist
- Lars Nykvist
- Hans Nordin
- Benny Lennartsson
- Lars-Ove Sjödin
- Bengt "Pinnen" Ramström
- Gösta "Stockis" Kihlgård
- Tage "Tjappe" Magnusson
- Karl-Erik Södergren
- Björn Sääw
- Tomas Knutson
- Sören Andersson
- Erik Säfström
- Bo "KOA" Johansson
- Simon Folkesson